# Erbschaftsteuer in Rumänien
Rumänien kennt keine Erbschaftsteuer, auch keine Schenkungsteuer.

## Besondere Einkommensteuer
Auf ererbte Immobilien wird eine besondere Einkommensteuer von 1 % des Verkehrswertes erhoben, wenn das Erbschaftsverfahren (zur Erteilung eines Erbscheins) nicht innerhalb von zwei Jahren abgeschlossen ist. Diese Frist wurde 2006 von einem Jahr auf zwei Jahre erhöht.

## Stempelsteuer bei Nachlassverfahren
Bei der Durchführung eines Nachlassverfahrens wird eine Stempelsteuer (taxa de timbru) aus dem Wert des gesamten rumänischen beweglichen wie unbeweglichen Nachlasses erhoben. Die vom Erblasser selbst vor seinem Tod bewohnte Hauptwohnung wird grundsätzlich nur mit der Hälfte ihres Verkehrswertes angesetzt, wenn sie ausschließlich von ihm und seiner Familie genutzt und auch vom Erben bewohnt worden ist. Die Schulden des Nachlasses werden abgezogen, auch die Beerdigungskosten. Von dem so ermittelten Wert kommt ein degressiv gestalteter Steuersatz (der bereits ab 10.000 Lei, etwa 2.370 Euro, den Mindestsatz von 0,5 % erreicht) wie folgt zu Anwendung:
| Wertgruppe       | Steuersatz in % |
| ---------------- | --------------- |
| bis 01.000 Lei   | 3,0             |
| 1.001–05.000 Lei | 2,0             |
| 5.001–10.000 Lei | 1,0             |
| über 10.000 Lei  | 0,5             |

## Bedeutung eines Nachlassverfahrens
Das förmliche Nachlassverfahren endet mit der Erteilung eines Erbscheins, der nur gegen Zahlung der Stempelsteuer ausgehändigt wird. Ein solches Verfahren ist aber nicht automatisch mit dem Erbantritt verbunden. Das Eigentum an den Nachlassgegenständen geht mit dem Tod des Erblassers auf die Erben über und die zum Erbantritt notwendige Erklärung, die Erbschaft anzutreten, ist nicht formbedürftig. Jedoch ist für andere Erben als Abkömmlinge und Verwandte aufsteigender Linie eine gesonderte Besitzeinweisung erforderlich, die durch den Erbschein nachgewiesen wird. Ein Erbschein wird generell auch zum Nachweis der Erbschaft Behörden gegenüber benötigt, so dass er vor allem bei Erwerb von Grundstücken unverzichtbar ist. Schließlich belegt seine Erteilung die Beendigung des Nachlassverfahrens, wodurch die besondere Einkommensteuer von 1 % des Verkehrswertes erworbener Grundstücke vermieden wird. Dies bedeutet, dass ein Nachlassverfahren stets durchgeführt werden muss, wenn man einen Erbschein benötigt. Das dürfte allenfalls dann ausscheiden, wenn nahe Angehörige (Ehegatten, Kinder, Enkel oder Eltern) erben und nur beweglicher Nachlass vorhanden ist und keinerlei Nachweise erforderlich sind.
Ein deutscher Erbschein, der im Rahmen einer nach deutschem Recht gegebenen Zuständigkeit ausgestellt wird, wird in Bezug auf bewegliches Nachlassvermögen grundsätzlich anerkannt, jedoch nicht in Bezug auf Grundvermögen. Hier ist ein von einem rumänischen Notar ausgestellter Erbschein erforderlich.

## Notarielles Nachlassverfahren
Das Nachlassverfahren kann zwar theoretisch auch bei Gericht durchgeführt werden, findet aber grundsätzlich vor dem örtlich zuständigen Notar statt (dies auch aus Gründen der Beschleunigung des Verfahrens im Hinblick auf die Steuerfrist von zwei Jahren).  Der Notar erhebt die Stempelsteuer (wie auch bei anderen Rechtsgeschäften) und führt sie an den Staat ab. Er berechnet nach dem Steuerwert auch seine Gebühren.

## Schenkungsteuer
Schenkungen von Grundstücken müssen dann als Einkommen versteuert werden, wenn der Empfänger mit dem Schenker nicht verheiratet oder entfernter als im dritten Grad verwandt ist (über den Onkel oder die Tante hinausgehend).